# بربارة بوسون
بربارة بوسون (بالإنجليزية: Barbara Bosson)‏ هي ممثلة أمريكية، ولدت في 1 نوفمبر 1939 في الولايات المتحدة. بدأت مشوارها المهني سنة 1968.

## وصلات خارجية
- بربارة بوسون على موقع IMDb (الإنجليزية)
- بربارة بوسون على موقع ألو سيني (الفرنسية)
- بربارة بوسون على موقع تيرنر كلاسيك موفيز (الإنجليزية)
- بربارة بوسون على موقع أول موفي (الإنجليزية)
- بربارة بوسون على موقع قاعدة بيانات الأفلام السويدية (السويدية)
- بربارة بوسون على موقع إن إن دي بي (الإنجليزية)
- بربارة بوسون على موقع قاعدة بيانات الفيلم (الإنجليزية)
- بربارة بوسون على موقع كينوبويسك (الروسية)